# William Lawrence Bragg
Sir William Lawrence Bragg (født 31. marts 1890 i Adelaide, død 1. juli 1971 i Ipswich) var en australsk-født britisk fysiker.
Han blev – kun 25 år gammel – sammen med sin far William Henry Bragg tildelt Nobelprisen i fysik i 1915 for deres indsats inden for analysen af krystallers strukturer ved hjælp af røntgenstråler.